# Argumentum ad populum
Argumentum ad populum vrste je logičke pogreške. Budući da je namjerne vrste, spada u sofizme. 
Ovim se sofizmom želi izvesti prividan dokaz, koji se ne oslanja na stvarne činjenice i razloge, nego na (ne)utemeljenu tvrdnju da je neko mnoštvo za ili protiv nekog stava. Čak i da jest neko mnoštvo za ili protiv tog stava, to samo po sebi nije argument. (dugo je u ljudskoj povijesti bilo među većinom pučanstva rašireno vjerovanje da je Zemlja ravna, ali pokazalo se da to nije argument da je to točno) Teza nije racionalna, nego je objašnjenje "svi kažu", "svi se slažu oko toga", "većina je za to", "svi to znaju", "nema među nama takvog koji ne bi vjerovao da...", "opće je poznato" i sl.
Ovaj se oblik argumenta često primjenjuje u propagandi.